# Chotiněves
Chotiněves (también, Chotiněves-Úštěk) es un municipio situado en el distrito de Litoměřice, en la región de Ústí nad Labem, República Checa. Tiene una población estimada, a inicios de 2024, de 205 habitantes.